# Sauvagnat
Sauvagnat település Franciaországban, Puy-de-Dôme megyében. Lakosainak száma 145 fő (2022. január 1.). Sauvagnat Briffons, Herment, Prondines, Puy-Saint-Gulmier, Saint-Étienne-des-Champs, Saint-Germain-près-Herment, Tortebesse és Verneugheol községekkel határos.

## Népesség
A település népessége az elmúlt években az alábbi módon változott:
| Lakosok száma | 134  | 133  | 131  | 129  | 134  | 138  | 143  | 143  | 145  |
|               | 2013 | 2015 | 2016 | 2017 | 2018 | 2019 | 2020 | 2021 | 2022 |